# Sabratah
Sabratah este un oraș în Libia.